# Difenil sulfuro
El difenil sulfuro es un tioéter aromático de fórmula molecular C12H10S.